# Arthur Reinhardt
Arthur Reinhardt (Quiel, 17 de abril de 1893 – Berlim, 16 de dezembro de 1973) foi um ator alemão. Apareceu em mais de sessenta filmes de 1927 a 1955.

## Filmografia
- 1927: Metrópolis
- 1929: Drei Tage auf Leben und Tod
- 1931: Der Mann, der den Mord beging
- 1932: Marschall Vorwärts
- 1933: Ganovenehre
- 1933: Das Meer ruft
- 1933: Salon Dora Green
- 1933: Der Stern von Valencia
- 1933: Der Liebesphotograph
- 1933: Polizeiakte 909 (Taifun)
- 1934: Ein Mädchen mit Prokura
- 1934: Die vier Musketiere
- 1934: Heinz im Mond
- 1934: Die Reiter von Deutsch-Ostafrika
- 1934: Der letzte Walzer
- 1934: Der Herr der Welt
- 1935: Hundert Tage
- 1935: Das Mädchen Johanna
- 1935: Nacht der Verwandlung
- 1935: Varieté
- 1935: Der Ammenkönig
- 1935: Die unmögliche Frau
- 1935: Ein idealer Gatte
- 1936: Weiße Sklaven
- 1936: Befehl ist Befehl
- 1936: Nachtwache im Paradies
- 1936: Fridericus
- 1937: Menschen ohne Vaterland
- 1937: Die göttliche Jette
- 1937: Alarm in Peking
- 1937: Das indische Grabmal
- 1937: Schüsse in Kabine 7
- 1938: Heiratsschwindler
- 1938: Kameraden auf See
- 1938: Ich liebe Dich
- 1938: Sergeant Berry
- 1939: Wasser für Canitoga
- 1939: Der Gouverneur
- 1939: Wenn Männer verreisen
- 1939: Zwölf Minuten nach Zwölf
- 1939: Zwielicht
- 1940: Ein Mann auf Abwegen
- 1940: Jud Süß
- 1940: Feinde
- 1940: Carl Peters
- 1940: Ohm Krüger
- 1941: Anschlag auf Baku
- 1941: Der Weg ins Freie
- 1941: Sein Sohn
- 1941: Zwischen Himmel und Erde
- 1942: Fronttheater
- 1942: GPU
- 1942: Dr. Crippen an Bord
- 1942: Liebe, Leidenschaft und Leid
- 1944: Ein fröhliches Haus
- 1949: Martina
- 1949: Quartett zu fünft
- 1951: Durch dick und dünn
- 1955: Herr über Leben und Tod